# Plumatella reticulata
Plumatella reticulata is een mosdiertjessoort uit de familie van de Plumatellidae. De wetenschappelijke naam van de soort is voor het eerst geldig gepubliceerd in 1988 door Wood.